# Dodwad, Athni
Dodwad là một làng thuộc tehsil Athni, huyện Belgaum, bang Karnataka, Ấn Độ.